# Hernán Tovar
Hernán Antonio Rafael Tovar Abraham (Puerto Ordaz, 29 de janeiro de 1987) é um voleibolista indoor e jogador de vôlei de praia venezuelano, com marca de alcance no ataque de 338 cm e 328 no bloqueio.

## Carreira
Na temporada 2011-12, defendeu as cores do clube espanhol Intasa Sansadurniño onde disputou a primeira divisão e conquistou o título da fase de promoção, e competiu por este clube na temporada 2014-15 a edição da Superliga 2 Espanhola, foi eleito para o time ideal por seis vezes, e sete vezes o jogador com melhor ponteiro recepetor. Em 2015, retornou ao seu país e competiu pelo Bucaneros de la Guaira e terminou em terceiro lugar no campeonato nacional e foi premiado como melhor jogador (MVP). Na temporada de 2015-16, disputou a Superliga Espanhola pelo CV Mediterraneo de Castellón, foi eleito por três vezes para o time ideal e por cinco vezes como melhor ponteiro receptor. No período de 2016-17, voltou a competir na Superliga 2 Espanhola, agora pelo L'Illa Grau Castellón sendo eleito três vezes como melhor ponta receptor, e na temporada 2017-18 disputou a Superliga 2 Espanhola pelo Club Voleibol Xàtiva.Em 2021, foi contratado pelo Club Voleibol Hervás Cuenca para a fase de promoação da primeira divisão espanhola
Em, 2013, jogava voleibol de praia pelo Club Ourense Volei Praia no circuito espanhol, em 2014, fez dupla com o espanhol Salvador Pastor e conquistou o terceiro lugar em Ibiza. No ano de 2017, esteve no referido circuito com os espanhóis Félix Vásquez na etapa de Laredo e com Daniel Herrera Allepuz em Tarragona, depois em 2018, com seu compatriota Juan Escalona na etapa de Melilla e Tarragona , obtiveram os terceiros lugares em Ayamonte e Laredo.
Em 2019, esteve com Igor Hernández na disputa da Continental Cup e m Brasília e terminaram com vice-campeonato, depois, no circuito espanhol jogou com Carlos Hernándeza etapa de Madrid, com o uruguaio Nicolás Zanotta e terminaram em segundo lugar na etapa de Melilla, mesmo resultado obtido com o espanhol Javier Huerta Pastor na etapa de Ayamonte, além disso esteve em Tarragona ao lado de Yamil Yanes Rodríguez.Em 2020, conquistou o título da etapa de Montevidéu da Continental Cup, isto ao lado de Farid Mussa.
Em 2021, esteve no circuito espanhol com Christian García e obtiveram o terceiro lugar em Menorca e ao lado de seu compatriota Peter Hernández (Rolando) terminou com o segundo lugar na fase final da Continental Cup em Santiago, e juntos conquistaram no circuito espanhol, os títulos das etapas de Campello (Alicante) e San Javier (Murcia) , além do vice-campeonato em Laredo.
Na temporada de 2022, ao lado de Peter Hernández  conquistaram os títulos das etapas nacionais da Espanha em Costa Cálida , Madrid, além do vice-campeonato em Las Palmas e o quarto lugar em Menorca, estrearam juntos no Circuito Mundial no Future de Madrid, terminaram em quinto, em décimo sétimo lugar no Future de Klaipėda, em quinto lugar no Future de Cortegaça e o inédito ouro no Future de Montpellier.
Em 2023, iniciou com Peter Hernández  para o Circuito Sul-Americano, nas etapas de San Juan (Argentina), obtendo o bronze, Malargüe terminando em quarto lugar, em quinto lugar em Santiago e o bronze em Río Hondo, disputaram o Finals CSV 2022-23 em Uberlândia, obtendo o quinto lugar, e com Carlos Rangel (Charly)  disputou a edição dos Jogos Sul-Americanos de Praia de 2023, quando alcançaram a quinta posição; depois, esteve com o espanhol Francisco Fernández Rodrígue na etapa de Cedeira pelo circuito espanhol e terminaram em décimo terceiro lugar. Com Peter Hernández disputou a edição do Campeonato Mundial de Vôlei de Praia de 2023 nas cidades mexicanas de Tlaxcala de Xicohténcatl,  Apizaco e Huamantla terminaram em trigésimo terceiro lugar. 

## Títulos e resultados
- Future de Montpellier do Circuito Mundial de 2022
- Etapa de Río Hondo, do Circuito Sul-Americano de 2023
- Etapa de San Juan (Argentina) do Circuito Sul-Americano de 2023
- Etapa de Malargüe do Circuito Sul-Americano de 2023